# 尾濃大橋
尾濃大橋（びのうおおはし）は、愛知県一宮市（旧葉栗郡木曽川町）と岐阜県羽島市の木曽川に架かる岐阜県道・愛知県道193号大垣江南線の橋である。

## 概要
- 供用：1983年（昭和58年）
- 延長：767.5 m
- 幅員：10.0m
- 構造：下路平衡弦ワーレントラス橋9連
- 所在地：愛知県一宮市木曽川町玉ノ井 - 岐阜県羽島市正木町

## その他
かつて、愛知県側の尾濃大橋の入り口には、高さ制限2.5mの箇所が存在した（道路の上に工場の施設が設置されていたため）。右岸で岐阜県道184号下中笠松線がアンダーパスとなり立体交差する。車道は片側1車線で、上流側の片側に歩道がある。

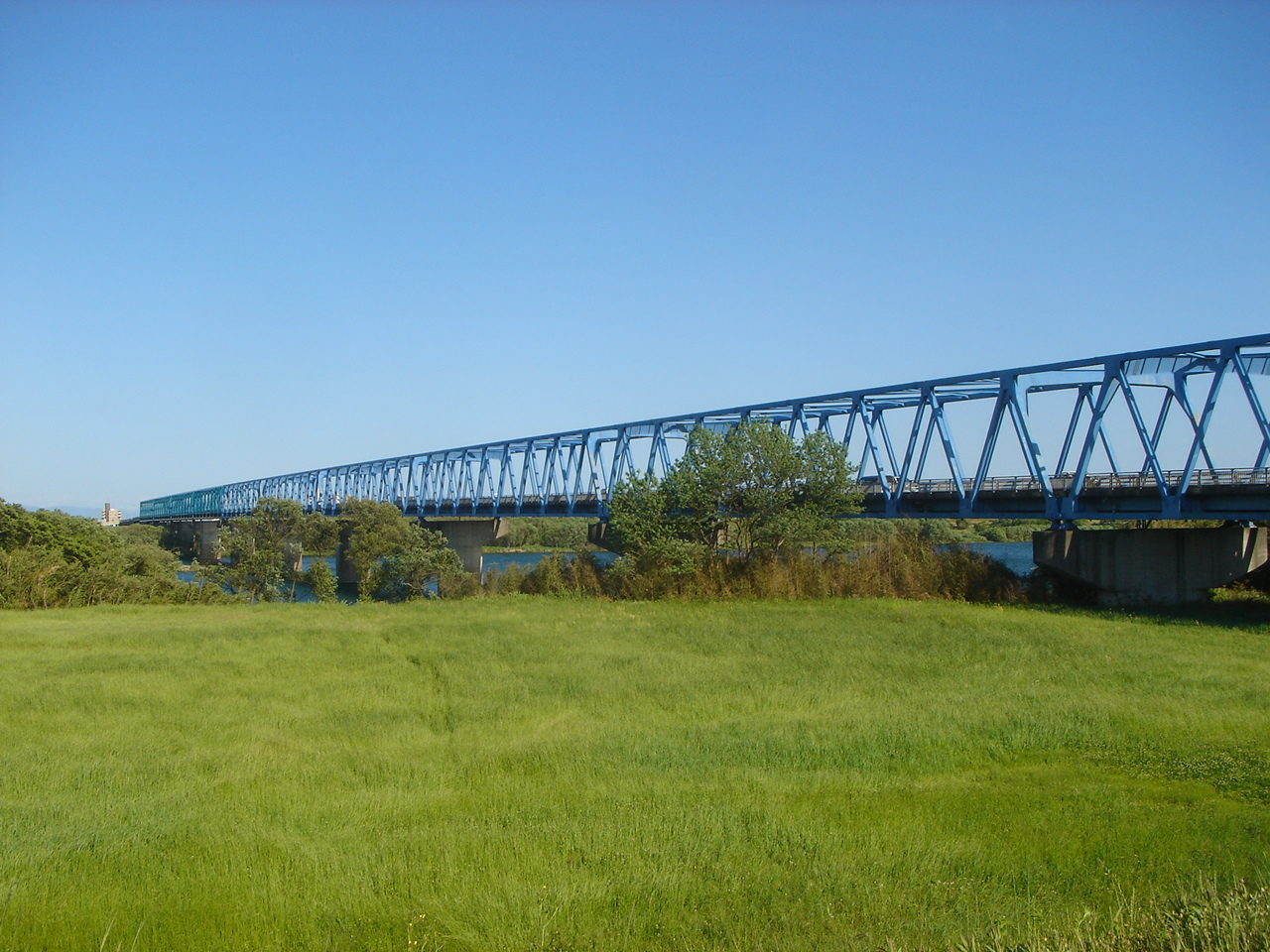
右岸（羽島市）上流から望む尾濃大橋（2007年5月）
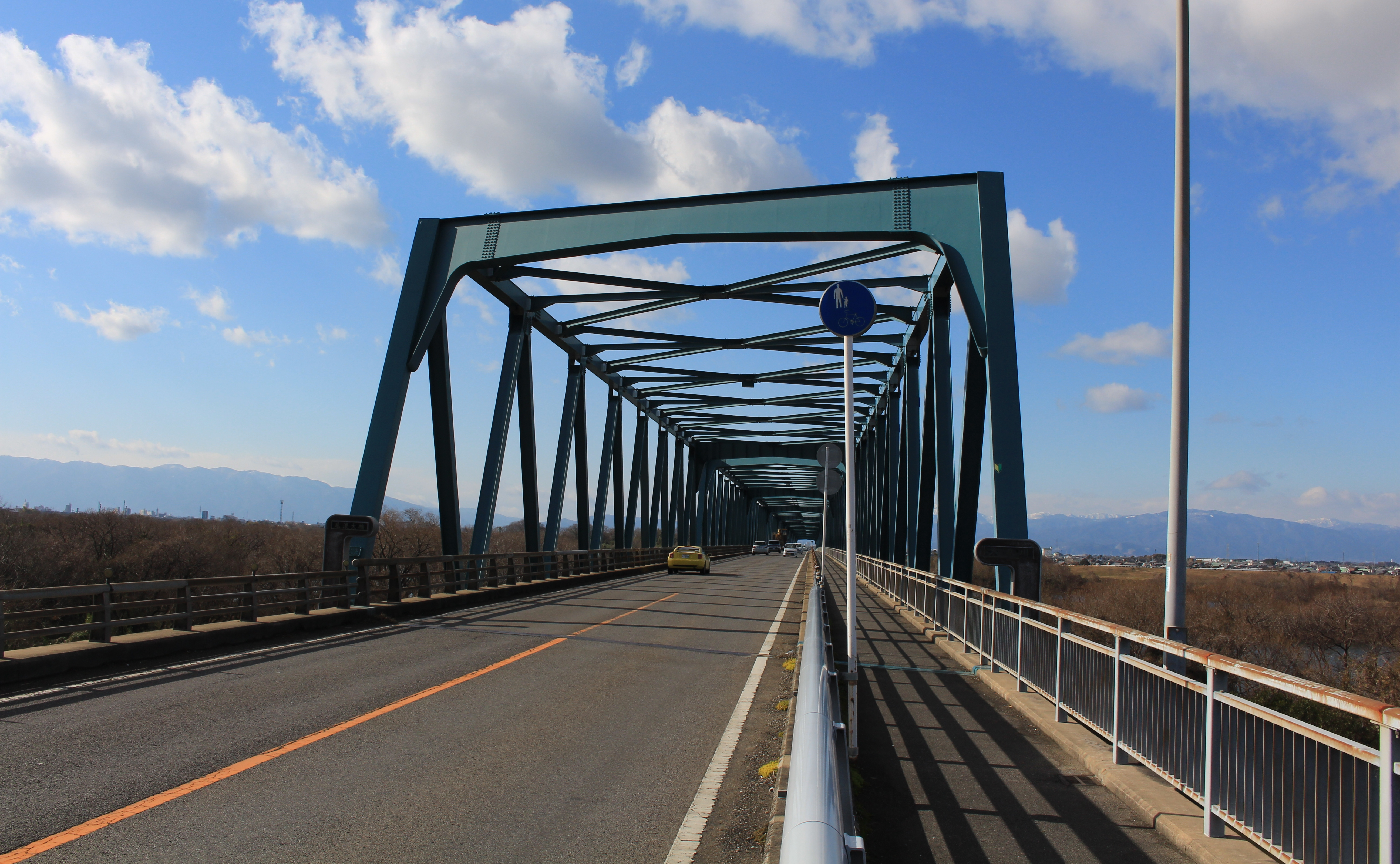
左岸（一宮市）から望む尾濃大橋（2015年1月）